# Hydroptila ernstreichli
Hydroptila ernstreichli är en nattsländeart som beskrevs av Malicky 1999. Hydroptila ernstreichli ingår i släktet Hydroptila och familjen smånattsländor. Inga underarter finns listade i Catalogue of Life.